# Dima Rastatter
Dima Rastatter (* 6. April 1988 in der Ukrainischen SSR) ist ein deutscher Basketballspieler. Der ehemalige Juniorennationalspieler gehörte von 2007 bis 2010 zu den stärksten deutschen Spielern der zweithöchsten deutschen Spielklasse ProA und wurde in jeder Spielzeit mindestens einmal als „Youngster des Monats“ ausgezeichnet. Anschließend kehrte er zum ehemaligen Erstligisten Giants Nördlingen zurück, mit dem er 2011 die Rückkehr in die dritthöchste Spielklasse ProB erreichte. Rastatter hat seine Stärken beim Rebound, obwohl er mit gut zwei Metern Körpergröße im Frontcourt zumeist gegen längere Spieler im direkten Duell antreten muss.

## Karriere
Rastatter spielte für die Jugendmannschaften der Urspringschule in Schelklingen. Als Juniorennationalspieler schaffte er es nie ganz in die finalen Turnierkader, so wurde er sowohl für die U18-Nationalmannschaft vor dem Albert-Schweitzer-Turnier 2006 als auch ein Jahr später für die U20-Juniorenmannschaft bei der EM-Endrunde 2007 letztendlich nicht nominiert.
In der Spielzeit 2005/06 spielte er Rastatter jedoch bereits zusätzlich bei der Herrenmannschaft der Rastatt Pioneers, die in der Regionalliga Südwest die Meisterschaft 2006 errangen und in die 2. Basketball-Bundesliga Gruppe Süd aufstiegen. Kurz vor Saisonbeginn wechselte er jedoch den Verein und ging zum neuen Ligakonkurrenten aus Nördlingen. Mit einer Förderlizenz spielte er zudem für die Juniorenmannschaft von Bayern München in der neu geschaffenen Nachwuchs-Basketball-Bundesliga. Während Aufsteiger Rastatt in der 2. Basketball-Bundesliga 2006/07 auf dem vorletzten Tabellenplatz der Gruppe Süd wieder absteigen musste, gelang den Nördlingern die Qualifikation für die neu geschaffene ProA, in der die besten Zweitligisten aus den beiden Regionalgruppen zusammengefasst wurden. In der ProA 2007/08 wurde Rastatter dann im Oktober zum „Youngster des Monats“ als bester deutscher Nachwuchsspieler gewählt und gewann mit den Giants am Saisonende die Meisterschaft der ProA und den Aufstieg in die höchste deutsche Spielklasse. Rastatter machte jedoch zur folgenden Saison den Aufstieg nicht mit.
Für die ProA 2008/09 wechselte Rastatter dann zum bisherigen Ligakonkurrenten aus Karlsruhe. Zwar konnte die BG Karlsruhe in das „Rennen um den Aufstieg“ nicht mit eingreifen, aber belegte am Saisonende einen guten vierten Tabellenplatz und Rastatter wurde im Februar 2009 erneut als Youngster des Monats ausgezeichnet. Für die darauffolgende ProA 2009/10 wechselte er erneut innerhalb der Liga und spielte für den BV 99 aus Chemnitz. Mit den „Niners“ wiederholte er als Siebter deren Tabellenplatzierung aus der Vorsaison. Persönlich wurde Rastatter diesmal sogar zweimal als Youngster des Monats sowohl im November 2009 als auch im März 2010 ausgezeichnet. Die Auszeichnung als Youngster des Jahres ging gleichwohl an Simon Schmitz.
2010 ging Rastatter etwas überraschend zurück zum TSV Nördlingen. Die Nördlinger hatten sich aus wirtschaftlichen Gründen nach einem Jahr Basketball-Bundesliga aus der höchsten Spielklasse zurückgezogen und waren in der ProA 2009/10 sportlich durchgereicht worden. Für die Spielzeit 2010/11 machten sie einen Neuanfang in der Regionalliga Südost. Persönliche Kontakte und ein Ausbildungsplatz für Rastatter ermöglichten ihnen eine Verpflichtung des noch jungen Zweitligaspielers. Mit Rastatter gelang dann 2011 der sofortige Aufstieg in die ProB, die untere Klasse der zweiten Liga. In der ProB 2011/12 erreichte man auf Anhieb den zweiten Platz in der Gruppe Süd hinter dem späteren Meister Oettinger Rockets Gotha. In den Meisterschafts-Play-offs um den Aufstieg verlor man jedoch im Viertelfinale gegen den späteren Finalisten und Aufsteiger SC RASTA Vechta. In der ProB 2012/13 erreichte man den vierten Platz der Gruppe Süd und schied im Viertelfinale diesmal gegen den Nordsieger Schwelmer Baskets aus.
Nach der Saison 2012/13 verließ Dima Rastatter die Giants Nördlingen.